# Черепа среди звёзд (рассказ)
«Черепа среди звёзд» (англ. Skulls in the Stars) — один из первых опубликованных рассказов американского писателя Роберта Ирвина Говарда о странствующем пуританине Соломоне Кейне.

## История публикаций
- 1929 год — журнал Weird Tales
- 1946 год — Skull-face and others, Arkham House
- 1965 год — Magazine of horror № 9, Health Knowledge, Inc.
- 1968 год — Red Shadows, Grant,
- 1995 год — Solomon Kane, Baen
- 2004 год — Savage adventures, Wild Cat Books
- 2004 год — The savage tales of Solomon Kane, Del Rey
- 2007 год — The Soloman Crane stories, Echo Library

## Сюжет
Соломону Кейну, для того, чтобы дойти до Торкертауна, нужно идти по дороге, проходящей через болота. Мальчик из местных деревень предупреждает Кейна о том, что лучше будет, если он пойдет днём. Он рассказывает историю про двух кузенов: Гидеона и Эзру, по прозвищу-скряга. Но эти слова только подогревают интерес пуританина и он специально отправляется по этой дороге ночью, сказав при этом, что уничтожит исчадие ада.
Во время пути на Кейна нападает демон-призрак. Разгорается жестокий бой, во время которого чудовище убегает. Но из фраз призрака Кейн узнает, кто виноват в том, что демон нападает на людей. Он приводит жителей деревни к убежищу Эзры-скряги и вытаскивает его оттуда. Затем они отправляются к старому большому дереву, в которое когда-то попала молния. Соломон просит мальчика подняться на вершину дерева и сунуть в дупло руку. Мальчик сунул руку в дупло и с отвращением выбросил на землю то, что там находилось. Он выбросил человеческий скелет. Кейн рассказал историю, откуда появился призрак. Эзра привёл сюда своего кузена и жестоко убил, а труп спрятал в дупло. Этот призрак-дух Гидеона. Кейн отметил ,что призрак не успокоится, пока не убьет Эзру. Пуританин приказал двум сильным мужчинам взять Эзру и привязять его к дереву, но так, чтобы к ночи он смог освободиться. Вышла луна и Скряга освободился из верёвок. Кейн прочитал молитву, появился призрак и навис туман, и больше никто ничего не знал, что было в тумане.

## Цитата
Отвага — вот истинное орудие мужчины. С ним не моргнув, сильные духом предстают хоть перед адовыми вратами. И даже легионы сил Тьмы бессильны против него.